# Shang-Chi
Shang-Chi (en chino tradicional, 鄭尚氣 / 鄭上氣; en chino simplificado, 郑尚气 / 郑上气; pinyin, Zhèng Shàngqì; Wade-Giles, Cheng Shang-Ch'i) también conocido como el Maestro de Kung Fu y el Hermano de la Mano, es un superhéroe chino que aparece en los cómics americanos publicados por Marvel Comics. El personaje fue creado por el escritor Steve Englehart y el artista Jim Starlin, debutando en Special Marvel Edition # 15 (con fecha de portada en diciembre de 1973) en la Edad de Bronce de los cómics y protagonizando su propio título en solitario hasta 1983. Shang-Chi es competente en numerosos estilos de wushu desarmados y basados en armas, incluido el uso del gùn, nunchaku y jian. Shang-Chi luego asume el liderazgo de la Sociedad de las Cinco Armas y adquiere las armas de los Diez Anillos.
Shang-Chi es una serie derivada de la novela gráfica del novelista Sax Rohmer, en la que aparece como el hijo desconocido del villano ficticio Fu Manchú. En ediciones posteriores, su conexión con Fu Manchú fue minimizada después de que Marvel perdió los derechos del cómic sobre el personaje de este último; para solucionar este problema, el editor finalmente comenzó a llamar el padre de Shang-Chi como Zheng Zu.
Shang-Chi debutó en acción en vivo en la película del Universo Cinematográfico de Marvel Shang-Chi y la leyenda de los Diez Anillos (2021), donde es interpretado por el actor chino-canadiense llamado Simu Liu.

## Historial de publicaciones
El personaje fue concebido a finales de 1972. Marvel Comics deseaba adquirir los derechos para adaptar el programa de televisión Kung Fu, pero el propietario del programa, Warner Communications, propietario del principal rival de Marvel, DC Comics, le negó el permiso. En cambio, Marvel adquirió los derechos del cómic del villano pulp de Sax Rohmer, el Dr. Fu Manchú. Desarrollaron a Shang-Chi, un maestro de kung fu, que fue presentado como un hijo previamente desconocido de Fu Manchú. Aunque él mismo era un personaje original, muchos de los personajes secundarios de Shang-Chi (sobre todo Fu Manchú, Sir Denis Nayland Smith, Dr. James Petrie y Fah Lo Suee) eran creaciones de Rohmer. No se incluyeron personajes de la serie de televisión Kung Fu en la serie de cómics, aunque el personaje Lu Sun, en un número inicial, tiene un gran parecido con Kwai Chang Caine con la adición de un bigote. Steve Englehart afirma que la inspiración para el nombre del personaje provino de su interés en el I Ching, el nombre es una combinación de 升 (shēng) que significa "ascendente" y chi que significa energía vital. Ningún personaje de la serie de televisión Kung Fu se incluyó oficialmente en la serie de cómics, aunque en el número 19, el personaje de Lu Sun se parecía tanto a Kwai Chang Caine (el protagonista interpretado por Carradine) que, para evitar problemas de derechos de autor, en el personaje recibió un bigote a lo largo de la edición. Con el artista Paul Gulacy, la apariencia visual de Shang-Chi se inspiró en la de Bruce Lee. Paul Gulacy era un fanático del cine, y muchos personajes se inspiraron en las estrellas de cine: Juliette en Marlene Dietrich, James Larner en Marlon Brando, Clive Reston (a menudo ampliamente insinuado como el hijo de James Bond, así como su sobrino nieto de Sherlock Holmes), ocasionalmente se parecía a Basil Rathbone y Sean Connery,y un personaje menor Ward Sarsfield (inspirado no nombre real de Sax Rohmer, Arthur Henry Sarsfield Ward) que se parecía com David Niven.
Shang-Chi apareció por primera vez en Special Marvel Edition # 15 (diciembre de 1973) de Steve Englehart y Jim Starlin. Apareció de nuevo en el número 16, y con el número 17 (abril de 1974) el título se cambió a The Hands of Shang-Chi: Master of Kung Fu. En medio de la locura de las artes marciales en los Estados Unidos en la década de 1970, el libro se hizo muy popular y sobrevivió hasta el número 125 (junio de 1983), una publicación que incluía cuatro números gigantes y una publicación anual. Special Collector's Edition #1 (1975), titulada "Deadly Hands of Kung-Fu", reimprimió historias de The Hands of Shang-Chi: Master of Kung Fu n°1–2; Especial # 1 de Deadly Hands of Kung-Fu; y Special Marvel Edition # 15. Hizo varios crossovers con otros artistas marciales de Marvel, incluidos White Tiger, Iron Fist y las Hijas del Dragón (Colleen Wing y Misty Knight). Apareció regularmente en Deadly Hands of Kung-Fu.
Shang-Chi tuvo dos series cortas más: Master of Kung Fu: Bleeding Black (1990) y la miniserie Master of Kung Fu: Hellfire Apocalypse (2002), nuevamente con arte de Paul Gulacy. El personaje tuvo dos historias en la serie de antología Marvel Comics Presents, incluido uno con guion de Moench, publicado en los primeros ocho números de la serie en 1988 y coprotagonizado en una historia con Caballero Luna en Moon Knight Special (1992). En 1997, se lanzó un arco narrativo protagonizado por Shang-Chi en Journey into Mystery #514-516, y se pretendía publicar una miniserie del personaje en 1998.
En 1995, Shang-Chi sería uno de los títulos producidos por Milestone Media, según el guionista Dwayne McDuffie, el título mostraría a Shang-Chi usando armas de fuego, al estilo gun fu del cineasta de Hong Kong John Woo, sin embargo, según McDuffie, la propuesta fue cancelada tras la salida del editor en jefe Tom DeFalco y la muerte de Mark Gruenwald al año siguiente.
Aunque creado en una serie con personajes con licencia, Shang-Chi es un personaje propiedad de Marvel y se ha establecido firmemente como parte del Universo Marvel, con apariciones en varios otros títulos como Marvel Team-Up, Marvel Knights y X-Men. La mayoría de los personajes originales con licencia en el elenco secundario se han eliminado en series e historias más recientes. En 2015, la editorial anunció que obtuvo la licencia solo para volver a publicar historias de los años 70.
En 1997, un arco narrativo protagonizado por Shang-Chi se publicó en Journey into Mystery #514–516, y estaba destinado a conducir a una miniserie para el personaje en 1998. En 2017, después de una brecha de 34 años, Shang-Chi una vez más protagonizó el número 126 de Master of Kung Fu como parte del relanzamiento de Marvel Legacy, escrito por el artista marcial mixto CM Punk e ilustrado por Dalibor Talajic.
En algunas de sus apariciones modernas, se menciona a su padre como un villano en términos crípticos o usando una variedad de nombres nuevos porque Marvel ya no tiene los derechos de Fu Manchú. En Secret Avengers #6-10, el escritor Ed Brubaker solucionó oficialmente todo el problema a través de una historia en la que un grupo rebelde de S.H.I.E.L.D. resucitó una versión zombificada de Fu Manchú solo para descubrir que "Fu Manchú" era solo un alias; que el padre de Shang-Chi era en realidad Zheng Zu, un antiguo hechicero chino que descubrió el secreto de la inmortalidad. Del mismo modo, la media hermana de Shang-Chi, Fah Lo Suee, pasó a llamarse Zheng Bao Yu en Fearless Defenders #8 de 2013,  mientras que Smith y Petrie no han aparecido en ninguna propiedad de Marvel desde el final de la serie Kung Fu en 1983.
Shang-Chi regresó como personaje principal en el cómic Heroes for Hire de 2007. En 2009, se lanzó el one-shot en blanco y negro Shang-Chi: Master of Kung Fu, con historias escritas por Jonathan Hickman, Mike Benson, Charlie Huston y Robin Furth e ilustradas por Tomm Coker, C.P. Smith, Enrique Romero y Paul Gulacy.
En 2015, Shang-Chi protagonizó el renacimiento de Master of Kung Fu en la historia de Secret Wars. Escrita por Haden Blackman e ilustrada por Taljic, la serie de cuatro números es una historia inspirada en wuxia que tiene lugar en el dominio de Battleworld de K'un-Lun y se centra en Shang-Chi en su lucha para derrocar a su despótico padre, el emperador Zheng Zu.
Shang-Chi regresó como el personaje principal en el cómic Heroes for Hire de 2007. Shang-Chi protagonizó una miniserie homónima de cinco números a partir de junio de 2020. La miniserie fue escrita por el autor de American Born Chinese, Gene Luen Yang con arte de Dike Ruan y Philip Tan. Según Yang, la historia explora las relaciones de Shang-Chi con su padre Zheng Zu y sus medios hermanos.
Shang-Chi protagonizó una nueva serie en curso de Yang y Ruan en 2021, con Bernard To reemplazando a Ruan en el noveno número. Después del lanzamiento de la película del Universo cinematográfico de Marvel, Shang-Chi y la leyenda de los Diez Anillos (2021), Yang incorporó varios conceptos introducidos en la película en el mito de Shang-Chi, incluido el personaje de Jiang Li como la verdadera madre de Shang-Chi, que se basó en la madre de Shang-Chi, Ying Li,  sin tener en cuenta a la madre estadounidense blanca de Shang-Chi y su herencia mestiza; el reino celestial Ta Lo, que anteriormente fue presentado por los escritores Mark Gruenwald y Ralph Macchio y el artista Keith Pollard en Thor #310 (1980); y los diez anillos.
En marzo de 2021 se publicó el one-shot The The Legend of Shang-Chi, de Alyssa Wong (guion) y Andie Tong (dibujos).
En septiembre de 2021, protagonizó una miniserie digital escrita por Alyssa Wong e ilustrada por Nathan Stockman publicada en la aplicación Marvel Unlimited.
En julio de 2022, se anunció que la serie Shang-Chi en curso sería reemplazada por una nueva serie en curso titulada  Shang-Chi and the Ten Rings , y el Shang-Chi # 13 solicitado anteriormente se renombrará como  Shang- Chi and the Ten Rings n.º 1 y Yang y To regresan como guionista y artista, respectivamente.

## Biografía del personaje

### Maestro de Kung Fu
Shang-Chi nació en la provincia de Hunán, China, y es hijo de Fu Manchú, el maestro chino que ha intentado en repetidas ocasiones conquistar el mundo. Shang-Chi fue criado y entrenado en las artes marciales por su padre y sus instructores. Al creer que su padre era un humanitario benévolo, Shang-Chi es enviado en una misión a Londres para asesinar al Dr. James Petrie, quien según su padre era una amenaza para la paz. Después de asesinar a Petrie, Shang-Chi se encuentra con el archienemigo de Fu Manchú, Sir Denis Nayland Smith, quien le cuenta a Shang-Chi la verdadera naturaleza de su padre después de enfrentarse a su madre en la ciudad de Nueva York. A decir verdad, Shang-Chi se da cuenta de que Fu Manchú es malvado. Shang-Chi escapa de la sede de Fu Manchúchu en Manhattan, le dice a su padre que ahora son enemigos y promete poner fin a sus malvados planes.
Posteriormente, Shang-Chi lucha contra su hermano adoptivo Medianoche, que fue enviado por su padre para matar a Shang-Chi de su deserción, y luego se encuentra con el ayudante de campo Smith y el agente de MI-6 Black Jack Tarr, enviado por Smith a apresar a Shang-Chi. Después de varios encuentros y llegar a confiar el uno en el otro, Shang-Chi se convierte en un aliado de Sir Denis Nayland Smith y MI-6. Junto con Smith, Tarr, sus compañeros agentes del MI-6 Clive Reston y Leiko Wu (su eventual interés amoroso) y el Dr. Petrie, Shang-Chi emprende muchas aventuras y misiones, generalmente frustrando los planes de su padre para dominar el mundo. Shang-Chi ocasionalmente se encuentra con su media hermana Fah Lo Suee, quien lidera su propia facción de Si-Fan pero se opone a sus intentos de incorporarlo a sus propios planes para usurpar el imperio criminal de su padre.
Con Smith, Tarr, Reston, Wu y Petrie, Shang-Chi forma Restauraciones Independientes (Freelance Restorations), Ltd, una agencia de espionaje independiente con sede en el Castillo de Stormhaven, Escocia. Después de muchas escaramuzas y batallas, Shang-Chi es testigo de la muerte de Fu Manchú. Poco después de la muerte de su padre, Shang-Chi, lleno de culpa, abandona Restauraciones Independientes, corta lazos con sus antiguos aliados, abandona su vida de aventurero y se retira a una aldea en la remota Yang-Tin, China, para vivir como un pescador.

### Regreso
Tiempo después, Shang-Chi regresó de China, y se reunió con Tarr, Reston, y Wu. Lucharon contra el grupo terrorista Argus. Con el fin de obtener información, Argus torturó a Wu, cortando su mano izquierda como un mensaje. Ella fue rescatada por Shang Chi y los otros, pero no antes de que le inyectaran una dosis de un veneno de acción lenta. Se cura con el elixir vitae de Fu Manchú.
Después de colaborar con la inteligencia británica, Fah Loh Suee finalmente fue nombrada directora del MI-6. Sus esfuerzos la colocaron perpetuamente en desacuerdo con Shang-Chi y sus compañeros agentes del MI-6. 
Después de la aparente muerte de Fu Manchú, su organización se dividió en facciones: Sleeping Dragon Clan (dirigido por Chiang Kai-Dong), Steel Lotus Group (dirigido por Hsien Ming-Ho), Wild Tiger Mob (dirigido por Deng Ling-Xiao) y Coiled Serpent Syndicate (dirigido por Mao Liu-Cho). Kingpin toma el control de su propia facción de Si-Fan en Hong Kong y les proporciona cibernética. Shang-Chi une fuerzas con los X-Men y Elektra Natchios contra el Si-Fan de Kingpin. Usando el nombre en clave Loto Maldito, su hija Fah Lo Suee se asoció con Deng Ling-Xiao y Wild Tiger Mob y comercializó una nueva droga llamada Wild Tiger. A pesar de que Shang-Chi derribó a la mafia Wild Tiger, ella elude la captura. Shang-Chi nunca descubre la participación de su media hermana.
Fu Manchú finalmente resurge y empleó a Zaran (Zhou Man She) para recuperar un químico de A.I.M. y luego le ordenó que matara a Shang-Chi por él. Envió a sus dacoits para ayudar a Zaran contra Shang-Chi y los Caballeros de Marvel. Aunque lograron destruir el edificio en el que se encontraba Shang-Chi, Zaran no pudo matarlo.
Después de que se revela que su padre todavía está vivo (ahora con el nombre de Conde de Saint Germain) y volviendo a controlar el Si-Fan, Shang-Chi ayuda a sus antiguos aliados, que se han reincorporado al MI-6, contra Fu Manchú y su medio hermano Moving Shadow previamente desconocido. La misión resulta en la destrucción del arma Hellfire de su padre y la muerte de Moving Shadow a manos de Fu por su fracaso en matar a Shang-Chi.

### Héroes de Alquiler
Como miembro de los restaurados Héroes de Alquiler, Shang-Chi pone su fuerza de carácter al servicio de su compañero de equipo, Humbug, volviéndose contra los héroes, trató de traicionar tanto a sus amigos como a la "Colmena de la Tierra" de insectos, uniéndose al Nido. Shang-Chi se niega a matar a Humbug hasta que descubre que Humbug no tiene reparos en torturar a Tarántula si eso significa menos sufrimiento para Colleen. Shang-Chi le rompe el cuello y se va con la catatónica Tarántula, avergonzado de convertirse en un asesino sin alma.
Aún trabajando para el MI-6, Shang-Chi colabora con Pete Wisdom del MI-13 para enfrentarse al dragón galés, que se ha convertido en un señor del crimen humano. Se convierte en el tutor de un joven Killraven de Tierra-616.

### Edad Heroica
En el arco argumental Shadowland, Shang-Chi es uno de los héroes que luchan contra los ninjas de La Mano. Más tarde trabaja junto con Spider-Man contra el Señor Negativo y temporalmente toma los poderes de Señor Negativo hasta que Shang-Chi vuelva a la normalidad por Spider-Man.
En Secret Avengers, Steve Rogers rastrea a Shang-Chi para ayudar a hacer retroceder al Consejo de la Sombra, que ha resucitado parcialmente al padre de Shang-Chi y ha empleado a Hai-Dai, un escuadrón de asesinos, para cazar a Shang-Chi. Bestia le revela a Shang-Chi y los Vengadores Secretos que Fu Manchú es en realidad un antiguo hechicero llamado Zheng Zu. Cuando Shang-Chi y Rogers se encuentran con John Steele y el Consejo de la Sombra para el intercambio de prisioneros, Rogers es dominado por Steele y Shang-Chi es capturado. Mientras Zheng Zu se prepara para sacrificar a Shang-Chi para completar su resurrección, los Vengadores y Caballero Luna visitan el consejo de él y de la sombra. El Príncipe de los Huérfanos interrumpe el ritual, lo que resulta en la muerte de Zheng Zu y el rescate de Shang-Chi. Shang-Chi se une posteriormente a los Vengadores Secretos, pero deja el equipo tras la derrota de Arnim Zola 4.2.3.
Siguiendo las instrucciones de la nueva Madame Web, Shang-Chi ha comenzado a entrenar a Spider-Man en kung fu. Bajo la tutela de Shang-Chi, Spider-Man desarrolla su propio estilo de artes marciales, el "Camino de la Araña".
Durante los eventos de Spider-Island, Shang-Chi y otros habitantes de Manhattan son infectados por el virus Araña, dándole los mismos poderes y habilidades que Spider-Man. Shang-Chi también está plagado de pesadillas recurrentes de sí mismo como una araña que ataca a civiles inocentes. La gente con poderes de araña se vuelve loca en la ciudad. Cuando ve a Iron Fist y otros héroes luchando contra los impostores de Spider-Man y Peter Parker cerca, Shang-Chi protege a Parker y confirma la identidad de Spider-Man a los otros héroes. Mientras tanto, la Novia de Nueve Arañas ataca y secuestra a sus compañeros de equipo en las Armas Inmortales. Shang-Chi intenta evitar que la novia de las nueve arañas secuestra a Iron Fist con sus poderes recién adquiridos, pero no lo consigue.
Shang-Chi se entera de Silver Sable que ha encontrado posibles ubicaciones en Manhattan para la guarida de la Novia de las Nueve Arañas. Aunque Shang-Chi derrota a la Novia de las Nueve Arañas y libera a Iron Fist, descubre al verdadero culpable, el demonio Ai Apaec, que busca alimentarse de las Armas Inmortales. Shang-Chi lucha contra Ai Apeac y se transforma en una araña durante la batalla como resultado de su infección, pero Iron Fist usa su fuerza Chi para curar a Shang-Chi. Después de asegurarse de que Iron Fist y el resto de las Armas Inmortales sean evacuados, Shang-Chi colapsa el escondite de la mansión en Ai Apeac, dejándolo inmovilizado para que los Vengadores lo vuelvan a poner bajo custodia. Shang-Chi y las armas inmortales llegan para unirse a los héroes durante la batalla final contra la Reina Araña.

### Marvel NOW!
Durante el relanzamiento Marvel NOW!, Shang-Chi se une a Los Vengadores, después de haber sido reclutado por el Capitán América y Iron Man.
Durante los eventos de Infinity, Shang-Chi y los Vengadores se unen al Consejo Galáctico para luchar contra los Constructores y su cruzada contra toda la vida en el universo. Cuando el enemigo captura a varios aliados, Shang forma un equipo de rescate con Black Widow, Spider-Woman y Manifold. Con un par de guanteletes que proyectan energía, la intervención oportuna de Shang evitó que sus amigos fueran vaporizados por un Aleph. Después de la derrota de los Constructores, los Vengadores regresan a la Tierra con sus nuevos aliados del Consejo Galáctico para enfrentarse a una amenaza aún mayor en casa: Thanos. Shang es enviado junto con Black Widow y Manifold para infiltrarse en el Pico y cerrar la primera línea de defensa de Thanos. Sin embargo, el equipo es interceptado por Black Dwarf y sus guardias. Cuando Manifold regresó para agarrar refuerzos, Shang y Natasha lograron derrotar a toda la fuerza de seguridad, salvo al general que resultó ser demasiado incluso para el Maestro de Kung Fu. El poder combinado de Gladiador, Ronan el Acusador y otros miembros del Consejo eventualmente acabó con Black Dwarf y le permite a Shang y al equipo de infiltración completar su misión.
Con la amenaza de los Constructores y Thanos frustrada, Shang-Chi es enviado a Madripoor junto con Black Widow, Falcon y Wolverine para detener un motín a gran escala que ha estallado en toda la nación isleña. Shang-Chi se infiltra en un templo alojado por La Mano, pero es demasiado tarde para evitar que el nuevo líder de la Mano, Gorgon, complete un ritual que levanta la isla del agua sobre la cabeza de un enorme dragón. Cuando el dragón comienza a tomar vuelo, Shang-Chi rápidamente elimina a todos los ninjas de la Mano presentes en el templo y desafía a Gorgon. A pesar de un valiente esfuerzo, Shang-Chi es derrotado por Gorgon, quien lanza a Shang-Chi desde el borde de la cabeza del dragón a varios cientos de pies sobre la tierra. Shang-Chi es rescatado por la agencia china de recopilación de inteligencia S.P.E.A.R. y llevado a su base aérea, el Círculo, para recuperarse. Shang-Chi, junto con los Vengadores y el equipo de respuesta sobrehumana de S.P.E.A.R., los Ascendientes van a Shanghái para defender la ciudad del dragón y las fuerzas de la Mano. Usando las partículas Pym suministrado por el director de S.P.E.A.R., Xian Zheng, Shang Chi crece hasta el tamaño de un gigante y derrota al dragón en combate, pero no antes de realizar la venganza arrancando la sien de la Mano (con un Gorgon gritando todavía atrapada dentro) de la cabeza del dragón y tirándolo a varios kilómetros de distancia.
Cuando los Illuminati fueron expuestos a manipular la mente del Capitán América e intentar destruir mundos que amenazaban a la Tierra como parte de las Incursiones como se ve en la historia de Time Runs Out, Shang-Chi se unió a una facción de los Vengadores liderada por Sunspot. Los Vengadores de Sunspot, habiendo tomado el control de A.I.M., descubrieron que los "puntos de incursión" (puntos donde se puede ver un mundo de incursiones que está a punto de golpear la Tierra) estaban causando una gran cantidad de mutaciones físicas entre aquellos que se toparon con las ubicaciones. Envío de Shang-Chi a un punto de incursión en Japón, Shang-Chi estuvo expuesto a una radiación de nivel cósmico que transformó a Shang-Chi en un mutado capaz de crear duplicados de sí mismo.
Después de capturar a Crossbones para una misión, el Capitán América informa a Shang-Chi sobre el asesinato de su ex amante Leiko Wu a manos de Razor Fist mientras trabajaba encubierto para el MI-6 en una de las tríadas de Londres. Shang-Chi viaja a Londres para el funeral de Leiko y, mientras recorre Chinatown, es atacado por asaltantes desconocidos, uno de los cuales revela que el señor del crimen Dragón Blanco estaba detrás del asesinato. Shang-Chi es abordado por el líder del clan de la tríada y antiguo enemigo Skull-Crusher, quien le ofrece una tregua; Chao Sima alega que él y Leiko se hicieron amantes mientras ella trabajaba encubierta y había planeado desertar del MI-6 por él. Con la ayuda de Skull-Crusher y los recién llegados Hijas del Dragón y los Hijos del Tigre, Shang-Chi confirma que Razor Fist fue contratada por Dragón Blanco para matar a Leiko debido a su participación con su rival Skull-Crusher y descubre que Dragón Blanco tiene acceso a Mao Shan Pai, un poderosa magia negra china. Shang-Chi y Skull-Crusher se infiltran en la finca del Dragón Blanco, donde descubren una habitación que muestra las cabezas decapitadas de los líderes de la tríada desaparecidos. Los dos luchan contra Dragón Blanco, pero son capturados por el hermano de Shang-Chi, Sol de Medianoche, quien se revela a sí mismo como el verdadero cerebro detrás de Dragón Blanco. Con el libro de hechizos de Mao Shan Pai tomado por los hombres del Dragón Blanco, M'Nai planea usar su magia para darle poder e influencia sobre los clanes de la tríada, cumpliendo finalmente el legado de Zheng Zu. Necesitando los jefes de los líderes del clan para completar el ritual, Sol de Medianoche decapita a Dragón Blanco y Skull-Crusher y procede a lanzar el hechizo. En lugar de darle poder, el hechizo resucita a Leiko de la sangre derramada de Chao. Desde que Skull-Crusher la convirtió en la líder de su clan antes de su muerte, la muerte de Chao violó el ritual y resucitó a Leiko para castigar a Sol de Medianoche. Shang-Chi es capaz de noquear a Sol de Medianoche durante su pelea mientras Leiko mutila brutalmente a Razor Fist. Leiko usa sus nuevos poderes para convocar a los espíritus muertos de Skull-Crusher, Dragón Blanco y los otros líderes de la tríada muertos, que arrastran a Sol de Medianoche a su reino. Cuando Leiko intenta ejecutar Razor Fist, Shang-Chi le ruega a su ex amante que se detenga; si bien es capaz de hacer que Leiko perdone a Razor Fist, no puede devolverla a su estado normal. Black Jack Tarr (ahora director del MI-6) y sus hombres asaltan la propiedad; Los hombres de Razor Fist y Dragón Blanco son arrestados mientras Leiko escapa. Antes de irse de Londres, Shang-Chi deja una foto de él y Leiko en su tumba, que luego toma Leiko después de que él se va.

### Los Protectores
Shang-Chi se une a varios otros superhéroes asiático-americanos (Hulk (Amadeus Cho), Silk, Ms. Marvel, Jimmy Woo y el agente de S.H.I.E.L.D. Jake Oh) para una recaudación de fondos en Flushing, Queens. Más tarde, mientras el grupo pasa la noche en Koreatown, Manhattan son emboscados por el extraterrestre Príncipe Regente Phalkan y su pequeño ejército de Seknarf Seven. Shang-Chi y sus aliados luchan brevemente contra los invasores antes de que ellos y un gran grupo de transeúntes sean teletransportados cerca de Seknarf Seven, donde Phalkan exige que el grupo ofrezca comida a algunas personas dentro de un límite de tiempo. Doblando a su grupo "Los Protectores", Woo reúne al grupo y a los espectadores para que trabajen juntos para escapar, mientras Shang-Chi lidera un ataque con Silk y Ms. Marvel. Los Protectores finalmente pueden liberarse y derrotar a Phalkan y sus fuerzas con la ayuda de los transeúntes. El programa espacial Alpha Flight llega para rescatar a los protectores y transeúntes y arrestar a Phalkan, quien Sasquatch revela que fue exiliado de Seknarf Seven por traición.

### "Imperio Secreto"
Durante la historia de 2017 "Imperio Secreto", se descubre que Shang-Chi fue un prisionero de HYDRA en Madripoor luego de que HYDRA tomara el control de los Estados Unidos. Después de que Hive y Gorgon son derrotados, la I.A. de Tony Stark lo encuentra y él afirma que ya no tiene el fragmento del Cubo Cósmico. Un flashback reveló que Emma Frost le quitó el fragmento del Cubo Cósmico cuando estaba inconsciente. Shang-Chi fue visto más tarde con The Underground cuando ellos y otros superhéroes estadounidenses están luchando contra las fuerzas de HYDRA en Washington D. C.

### Dominó
En busca de una manera de luchar contra su habilidad para robar al adversario Topaz, Dominó se acerca a Shang-Chi (a quien su compañero de equipo de Protectores, Amadeus Cho, le recomendó) en su retiro en la Isla Lantau para entrenar. Después de una larga sesión de entrenamiento, los dos pasan una noche romántica en Hong Kong, solo para ser emboscados en un club nocturno por un gran grupo de enemigos de Shang-Chi, liderados por Medianoche e incluyendo a Razor Fist, Shen Kuei, Shockwave, Death-Hand, Shadow Stalker, Tiger-Claw y otros. Dominó y Shang-Chi los derrotan con relativa facilidad. Los dos finalmente se enfrentan a Topaz, a quien Dominó derrota usando las enseñanzas de Shang-Chi. A pesar de las súplicas de Shang-Chi de piedad, Dominó mata a Topaz. Decepcionado, Shang-Chi rompe con Domino y la descarta como su alumna.

### Guerra de los Reinos
En la historia de "La guerra de los reinos" de 2019, después de participar en una demostración de la Escuela panasiática de Jimmy Woo para los superdotados en Mumbai, a Shang-Chi y los Protectores se les ofrece la membresía de Agentes de Atlas de Woo. Shang-Chi y los demás son alertados repentinamente por la noticia de la invasión de Malekith a la Tierra; la mayoría de los Nuevos Agentes de Atlas se dirigen a Seúl, mientras que Ms. Marvel se une a Jake Oh y los Campeones en Nueva York. Shang-Chi y los demás defienden Seúl de la reina Sindr, aliada de Malekith y sus fuerzas de duendes de fuego de Muspelheim con la ayuda de los héroes coreanos White Fox, Crescent, Io y Luna Snow. Después de que Sindr amenazara con convocar un volcán en el medio de la ciudad y matar a millones de inocentes, Brawn teletransporta a Atlas y sus nuevos aliados lejos de la batalla, lo que le permite a Sindr anexar pacíficamente Corea del Sur. Brawn finalmente convoca a los héroes chinos Sword Master y Aero, la heroína filipina Wave y la diosa hawaiana del fuego y los volcanes Pele de Shanghái para ayudar en la lucha contra Sindr. Los héroes recién convocados están menos que complacidos por haber sido sacados de su batalla anterior, pero Pele rápidamente detiene las luchas internas, advirtiendo al grupo que Sindr planea derretir los casquetes polares si no trabajan juntos. Después de formular un plan, Brawn se enfrenta a Sindr y sus fuerzas directamente mientras Aero, Wave y Luna usan el Bifrost Negro de Sindr para viajar al Ártico y disminuir su temperatura; Shang-Chi y los demás son teletransportados al aliado de Atlas, Rey Mono de los Ascendientes en el norte de China, donde Shang-Chi comienza a entrenar a los miembros restantes para su pelea final. Según lo planeado por Brawn, la Reina de Cenizas llega al norte de China con un Brawn capturado, solo para ser tomado por sorpresa por Shang-Chi y los demás, quienes derrotan a Sindr con el entrenamiento de Shang-Chi, aunque Pele (quien se revela que fue M-41 Zu, un Atlas Android mejorado místicamente) y Rey Mono se sacrifican en el proceso. A pesar de tener la oportunidad de rendirse, Sindr huye usando el Bifrost Negro, solo para que Shang-Chi y los demás la sigan con el teletransportador de Brawn, donde ayudan a la Capitana Marvel a derrotarla a ella y a sus fuerzas restantes en la Gran Muralla China cerca de Beijing. Más tarde se muestra a Shang-Chi luchando contra los Duendes de fuego restantes junto a Wolverine, Hawkeye y los Tres Guerreros en Shanghái. Después de la derrota de Malekith, Shang-Chi es visto con los otros Agentes en Shanghái mirando mientras los Duendes de Fuego capturados son escoltados de regreso a Muspelheim.

### Nuevos Agentes de Atlas
Poco después de la historia de "La guerra de los reinos", Shang-Chi se encuentra con Sword Master en la ciudad de Nueva York, que está buscando a su padre desaparecido. Al darse cuenta de la inexperiencia y la imprudencia del héroe advenedizo, Shang toma a Lin Lie bajo su protección para mejorar sus habilidades. Mientras Shang-Chi y Sword Master continúan su entrenamiento en Flushing, son interrumpidos cuando las luces blancas comienzan a envolver la ciudad. Los dos, que se reúnen con los otros agentes de Atlas y Giant-Man descubren las ciudades en las que estaban (junto con otras ciudades de Asia, el Pacífico y predominantemente asiáticas fuera de Asia) se han fusionado y conectado junto con portales. El magnate tecnológico Mike Nguyen de Big Nguyen Company revela que está detrás de la ciudad recién fusionada, "Pan", que afirma que durante 24 horas permitiría a todos los ciudadanos explorar fácilmente las respectivas ciudades de los demás sin restricciones políticas y económicas.
Algún tiempo después, Shang-Chi y Sword Master se enfrentan a Ares, quien intenta tomar la espada Fuxi de Lin Lie. Shang-Chi hace un compromiso con Ares: a cambio de que Shang-Chi y Sword Master lo ayuden, Ares ayudaría a encontrar al padre desaparecido de Lin Lie. Ares acepta, explicando que su hijo drakon Ismenios había sido secuestrado y que deseaba usar la espada para matar al secuestrador de Ismenios, que Ares cree que es otro dios. Usando Pan Portals, los tres pueden rastrear a Ismenios hasta un templo en Madripoor, donde se encuentran con Davi Naka, la Diosa Madre de Madripoor. Naka revela que Ismenios intentó saquear el tesoro de Atlantis durante la ausencia de su guardián de la serpiente de mar pero fue capturado por Namor. Debido a su deber de proteger a todos los dragones, Naka rescató a Ismenios de la ira de Namor y encarceló al joven drakon en su templo para protegerlo y aplacar al rey. Naka advierte además al grupo que a pesar de sus esfuerzos, Namor todavía está indignado por la desaparición de su dragón y les implora que la encuentren.
Más tarde, Amadeus se acerca a Shang-Chi y le encarga localizar a Jimmy Woo, quien no se ha puesto en contacto con el equipo desde la creación de Pan. Junto con Crescent, Shang-Chi se infiltra en la oficina de Woo en la escuela panasiática para superdotados en el sector de Pan de Mumbai, donde descubre una fotografía de Woo y Nguyen juntos. Shang-Chi y Crescent descubren un túnel secreto en la oficina de Woo que los lleva a la sede de la Fundación Atlas en el sector Pan de San Francisco, donde se enfrentan a Woo y al asesor de dragones de la Fundación Atlas, el Sr. Lao, quien se presenta a los agentes de Atlas. Al mismo tiempo, los otros Agentes encuentran a la serpiente marina desaparecida de Atlantis encarcelada en la torre personal de Nguyen, donde sus escamas mágicas están siendo recolectadas para alimentar los portales de Pan. Woo y Lao ordenan al equipo que la libere de inmediato, mientras que Nguyen argumenta que hacerlo interrumpiría los portales de Pan. Antes de que se pueda tomar una decisión, Namor emerge de las aguas de la costa de Pan para reclamar su dragón robado, iniciando una guerra entre Pan y Atlantis.

### Ataques de Atlantis
En la historia de 2020 "Atlantis Ataca", Shang-Chi y los otros nuevos agentes de Atlas son convocados por Brawn durante su enfrentamiento con Namor. Namor advierte al grupo que devuelva el dragón de Atlantis en un día o se enfrentará a la ira de Atlantis antes de retirarse. Después de la escaramuza, Shang-Chi y los otros agentes nuevos conocen a los agentes originales de Atlas por Woo. Cuando Woo envía a Namora, Venus, Aero y Wave a Atlantis para una misión diplomática, Brawn ordena discretamente a Shang-Chi y Sword Master que espíen a Namora, debido a sus lazos familiares con Namor. El dragón finalmente es liberado del cautiverio, pero al llegar a casa, inesperadamente se vuelve loca y ataca el reino submarino. Siendo testigo de la destrucción causada por el dragón, Shang-Chi le dice a Amadeus que los científicos de Atlantis descubrieron un implante incrustado en las escamas del dragón como la fuente de su comportamiento y que Namor cree que Amadeus está detrás del sabotaje, lo que llevó al rey a reanudar su ataque en Pan. Cuando Amadeus se transforma a la fuerza en Hulk y puesto bajo el control de Nguyen con la tecnología Sirena en un último esfuerzo por destruir Atlantis, Shang-Chi es capaz de quitar el dispositivo de Amadeus, liberándolo del control de Nguyen y convirtiéndolo de nuevo en Brawn. Después del conflicto, Shang-Chi advierte a Woo por usar al equipo como sus peones y posteriormente renuncia.

### Hermanos y hermanas
Anhelando una vida normal, Shang-Chi se traslada al barrio chino de San Francisco, pero se cruza con Leiko, que se había reincorporado al MI-6. Cuando Leiko le informa que la organización de su padre podría estar activa nuevamente, son atacados por asaltantes desconocidos, pero son rescatados por el hermano Saber y la hermana Dagger, quienes revelan que son medio hermanos de Shang-Chi. Los dos le revelan a Shang-Chi que ha sido elegido por el espíritu de Zheng Zu como el próximo Comandante Supremo de la Sociedad de las Cinco Armas, una organización secreta creada por su padre hace siglos; También se le revela a Shang-Chi que el retiro de Honan en el que se crio era la Casa de la Mano Mortal, una de las cinco casas de la Sociedad, y que él era su Campeón designado, Brother Hand. Sabre y Dagger le piden a su medio hermano que regrese con su familia y reclame el lugar que le corresponde como líder de la Sociedad de su líder ilegítimo, la Hermana Hammer, quien usurpó el control del Comandante anterior, Brother Staff, y envió a los Guerreros de Staff para matar a Shang-Chi. para consolidar su gobierno. Al darse cuenta de que Hammer es su hermana completa perdida hace mucho tiempo, Shi-Hua, Shang-Chi promete salvarla del culto de su padre.
Shang-Chi llega a la Casa del Bastón Mortal en Londres, donde él y Shi-Hua sorprendentemente tienen un reencuentro entre lágrimas. Shi-Hua le explica a Shang-Chi la historia de la Sociedad de las Cinco Armas y sus cinco casas, que habían pasado por muchos nombres, incluidos Si-Fan, Golden Dawn y Hai Dai; Shi-Hua revela que fue enviada a la Casa del Martillo Mortal en Rusia como su Campeón tras su separación. Shang-Chi revela la verdad sobre la naturaleza de su padre e intenta convencer a Shi-Hua de que abandone la Sociedad, pero es reprendido. Al creer erróneamente que Shang-Chi asesinó a Zu, Shi-Hua está indignado de que el espíritu de su padre eligiera a Shang-Chi sobre ella para sucederlo y revela que solo puede ser legitimada como la Comandante Suprema de la Sociedad matando a Shang-Chi. Shang-Chi se da cuenta de que su hermana lo había envenenado y comienza a sucumbir a sus efectos. En lugar de morir, Shang-Chi despierta en uno de los laboratorios de la Casa, cuyos científicos aterrorizados desatan un enjambre de jiangshi para matarlo. Shang-Chi es gravemente herido por un jiangshi y, antes de perder el conocimiento, es rescatado por Sabre y Dagger. Mientras se recupera en la Casa de la Daga Mortal en Francia, Shang-Chi recibe un nuevo uniforme ceremonial y se entrena con Sabre y Dagger (quienes le revelan que sus nombres de nacimiento son Takeshi y Esme, respectivamente) para prepararse contra los jiangshi de Shi-Hua, que funcionan con energía espiritual y un "agravio no vengado". Shang-Chi se da cuenta de que su herida ha comenzado a convertir su carne para parecerse a la de un jiangshi, lo que le hace darse cuenta de que poco a poco se está convirtiendo en uno. Un espíritu ruinoso llama a Shang-Chi a la sala del santuario de la Casa. Creyendo que es su padre, Shang-Chi descubre un santuario dedicado al hermano menor de Zheng Zu, Zheng Yi, y un mapa misterioso. El espíritu se revela a sí mismo como Yi y desaparece antes de explicar cualquier otra cosa.
Guiados por el mapa, Shang-Chi y sus hermanos son dirigidos a la tumba de Yi en Hunán, donde el espíritu de Yi se le aparece en plena carne. Shang-Chi solicita la guía de Yi para detener a Shi-Hua y su jiangshi y curar su herida supurante infligida por el jiangshi. En cambio, el espíritu de Yi le dice a Shang-Chi que deje de huir de su familia, de lo contrario perdería su camino como su padre y sus heridas lo llevarían a algo más grande. Yi también revela que Zu no robó su esencia vital para la inmortalidad, sino que la dio voluntariamente cuando Zu trató de salvarlo de la muerte.
Cuando Shi-Hua y su ejército jiangshi atacan Londres, Shang-Chi y sus hermanos llegan como respaldo para Leiko y MI-6, proporcionándoles amuletos de papel.para purificar el jiangshi. Shang-Chi comienza a sucumbir a su herida y se transforma parcialmente en un jiangshi, lo que le permite a Shi-Hua controlar su cuerpo para atacar a Takeshi y Esme. Cuando Shang-Chi comienza a resistirse, Shi-Hua le coloca un microchip que contiene su agravio sin venganza para ponerlo bajo su completo control. En lugar de resistirse, Shang-Chi se calma, lo que los transporta a un plano astral donde son testigos de los recuerdos de la dura educación de Shi-Hua por parte de su padre en la Casa de la Mano Mortal en Rusia. Al darse cuenta de que su ira está en Zheng Zu en lugar de Shang-Chi, Shi-Hua detiene su asalto, haciendo que el jiangshi colapse y las heridas de Shang-Chi se curen. Sin embargo, Shi-Hua culpa a Shang-Chi por robarle el propósito de su vida y huye antes de que Leiko pueda detenerla. En el día del Año nuevo lunar, Shang-Chi es nombrado el nuevo Comandante Supremo de la Sociedad de las Cinco Armas y con Takeshi y Esme a su lado, Shang-Chi promete mantener a la Sociedad libre de la influencia de Zheng Zu y usarla para proteger a toda la humanidad. Después de la ceremonia, Shang-Chi es visitado por el espíritu de Zheng Zu, quien lo felicita y comenta que está destinado a volverse como él, inquietando a Shang-Chi.

### La Espada del Equinoccio
Mientras Shang-Chi todavía está en Londres, Leiko se acerca a él en nombre del MI-6 y le pide que robe la mística espada Equinox del Museo Británico antes de que pueda ser subastada debido al peligro que representa la espada. Leiko guía a Shang-Chi a través de un auricular a través de los sistemas de seguridad del museo, pero se encuentra con Lady Deathstrike, que acababa de robar la hoja y usó su poder para robar las almas de los guardias del museo. Después de una lucha prolongada y con la ayuda de Leiko, Shang-Chi tira a Deathstrike por una ventana y destruye la espada, liberando las almas que consumió para que regresen a sus víctimas. Por su problema, Leiko invita a Shang-Chi un gelato.

### Proyecto Gelsemium
Poco después de tomar el control de la Sociedad de las Cinco Armas, Shang-Chi y Leiko pasan unas vacaciones juntos en Seúl, donde son testigos de cómo detonan varias bombas de gas en toda la ciudad, convirtiendo a las víctimas en árboles. Después de ayudar a White Fox a rescatar a civiles de una explosión de gas, reciben una transmisión de explosiones similares que ocurren en las principales ciudades del mundo. Los tres rastrean el origen de uno de los difusores a un laboratorio A.I.M. en Londres, donde se encuentran con la científica Jessa Chen, quien afirma que ella y otros científicos se ven obligados contra su voluntad a crear el arma biológica, llamada Molécula de Gelsemium. Leiko lleva a Chen a un lugar seguro mientras Shang-Chi y White Fox luchan contra los guardias de A.I.M.; sin embargo, Chen se revela a sí misma como la Doctora Gelsemium, la verdadera mente maestra detrás de la Molécula de Gelsemium y usa su fisiología similar a un árbol para contener a Leiko antes de exponerla a una muestra de Molécula, llevándola a un laboratorio en el Noroeste del Pacífico. Con la ayuda de los antiguos compañeros de trabajo de Gelsemium que solían trabajar para su padre, Shang-Chi y White Fox encuentran a Leiko a través de su rastreador y luchan contra Gelsemium. Después de que Gelsemium es derrotado, Leiko se cura con un antídoto que luego se suministró a las víctimas de Gelsemium en todo el mundo.

### What Is vs. What If
Shang-Chi se encuentra con Ruguo Coin y se enfrenta a una versión alternativa de sí mismo que se mantuvo fiel a su padre en What If #16 (agosto de 1979).

### Entra el Fénix
Durante la historia de "Entra el Fénix", Shang-Chi es elegido por la Fuerza Dragón para participar en su torneo junto con muchos otros héroes y villanos para decidir su próximo anfitrión. Junto con los otros campeones, Shang-Chi recibe el poder de una chispa del fuego cósmico del Dragón y gana su primer combate contra Hyperion, quien no puede controlar el poder del Fénix y se rinde inmediatamente sin luchar. Para su próximo combate, Shang-Chi se enfrentará al Capitán América, quien planea lanzar el combate y ayudar a entrenar a Shang-Chi para que controle al Dragón, ya que cree que Shang-Chi es la elección ideal para el próximo avatar de la entidad. Antes de que Shang-Chi pueda asestar el golpe final, promete no usar sus poderes para quitarse otra vida, lo que hace que el Dragón intervenga y lo elimine del torneo, dándole la victoria al Capitán América.

### Shang-Chi contra el Universo Marvel
Como nuevo Comandante Supremo de la Sociedad de las Cinco Armas, Shang-Chi se encuentra luchando por equilibrar sus lealtades entre la comunidad de superhéroes y sus obligaciones familiares. Después de que un equipo con Sister Dagger y Spider-Man para cerrar una red de narcotraficantes en la ciudad de Nueva York liderada por un miembro de la sociedad rebelde llamado King Wild Man resulta en que Spider-Man resulte gravemente herido y King Wild Man huya de la captura, un culpable Shang-Chi revela la verdadera historia de su familia y su nuevo título a un sorprendido Spider-Man. Representando a la Sociedad, Shang-Chi y el Hermano Sabre asisten a una subasta organizada por la líder de la tríada y ex amante de Sabre, Lady Iron Fan en Macao, donde un Cubo Cósmico está a la venta. Cuando falla el plan para superar a las otras organizaciones criminales por el Cubo, Shang-Chi llama al Capitán América para interrumpir la subasta y juntos apresan a los criminales y aseguran el Cubo. Herido porque Shang-Chi no le informó de sus planes con el Capitán América, Takeshi usa el Cubo para ayudar a Lady Iron Fan a escapar. Después de establecer una nueva Casa de la Mano Mortal en el barrio chino de la ciudad de Nueva York para que sirva como sede principal de la Sociedad, Shang-Chi descubre la existencia de su media hermana exiliada Zheng Zhilan, lo que hace que él y sus hermanos viajen a Irlanda para traer su espalda a la Sociedad. La reunión se convierte en violencia, que se intensifica aún más con la llegada de Wolverine, quien revela que Zhilan es un mutante con la capacidad de transformar la música en energía solidificada y cree erróneamente que Shang-Chi abrazó los malos caminos de su padre y está tratando de matar a Zhilan. Shang salva a Wolverine de caer en un barranco a pesar de conocer su factor de curación, lo que convence a Wolverine de que sus intenciones son buenas. Al darse cuenta de que Shang-Chi había estado implementando las mismas reformas que una vez buscó para la Sociedad, Zhilan se reincorpora a su familia como la nueva Hermana Bastón.

### Family of Originy Blood and Monsters
Mientras pasa tiempo con su madre en la Nueva Casa de la Mano Mortal, Jiang Li le revela su pasado a Shang-Chi, incluida su historia como Qilin Rider de la dimensión mística de Ta-Lo y cómo conoció y se casó con su padre. Shang-Chi y Jiang Li son emboscados por Zhilan, Red Dot, King Wild Man, Lady Iron Fan y sus secuaces; Jiang Li usa sus habilidades psiónicas para detectar que están siendo dirigidos por Xin, su padre. Zhilan revela que su traición es una artimaña y ayuda a Shang-Chi y la Sociedad a derrotar a los posibles asesinos. Jiang Li le explica a Shang-Chi las circunstancias que rodearon su desaparición y el odio de Xin hacia Zu y su linaje. Desafortunadamente, los asesinos toman a Jiang Li como rehén y escapan a través de un portal creado por Xin a la isla de Qilin. Cuando Shang-Chi resulta demasiado difícil de derrotar en combate, Xin recurre a crear varios taotie con la sangre de Shang-Chi para cazar a cualquiera que posea el linaje de Zheng Zu. Shang-Chi rescata a Takeshi y Shi-Hua cuando ambos son atacados por taotie y Qilin Riders, respectivamente, y se reconcilia con ambos. Con los cinco Campeones de la Sociedad de las Cinco Armas nuevamente juntos, Shang-Chi y sus hermanos toman un portal improvisado a Ta-Lo para rescatar a su madre y detener a su abuelo. Los hermanos se enfrentan a los guardias del Emperador de Jade por allanamiento de morada, y el propio Emperador llega para capturarlos con sus Diez Anillos. Mientras está encarcelado en la mazmorra del Palacio de Jade, el espíritu de Zheng Zu visita a Shang-Chi para convencerlo de que tome los Diez Anillos para evitar que Xin destruya a su familia. Xin, con el poder de una máscara taotie creada a partir de la sangre de Shang-Chi y la mano cortada de Shi-Hua, llega a la mazmorra para destruir el linaje Zheng de una vez por todas. Shang-Chi, a regañadientes, permite que su padre lo guíe a la bóveda del Emperador de Jade que contiene los Diez Anillos, poniéndoselos para salvar a sus hermanos de su abuelo. Cuando Shang-Chi intenta resistir la influencia de Zheng Zu, Xin puede quitarle seis de los Anillos y derrota a los Campeones antes de dirigirse a la Casa de la Mano Mortal para unirse a los Qilin Riders en la destrucción de la Sociedad. Shang-Chi y sus hermanos están protegidos por los Anillos restantes, que es provocado por el Emperador de Jade, y permite que Shang-Chi y los demás dejen a Ta-Lo para detener a Xin con la condición de que devuelva los Diez Anillos. En la Casa de la Mano Mortal, Shang-Chi lucha contra Xin nuevamente, pero pierde los Diez Anillos restantes ante su abuelo, quien luego ordena a los Jinetes que destruyan la ciudad de Nueva York. Sin otra opción, Shang-Chi cede a la influencia de Zu, lo que le permite recuperar todos los Anillos de Xin, desbloquear todo su poder y asumir la apariencia y personalidad de su padre. Shang-Chi luego usa los Anillos para derrotar a Xin y a todos los Qilin Riders. Antes de que un Shang-Chi corrupto pueda ejecutar a Xin, Jiang Li y sus hermanos lo hablan mal, liberándolo de la influencia de Zu. Shang-Chi hace que la Sociedad de las Cinco Armas repare el daño causado a la ciudad y atienda a los civiles heridos, revelando la existencia de la Sociedad y su liderazgo al público, pero restaura la fe de sus aliados superhéroes en él. Posteriormente, Shang-Chi le entrega a Xin y los Diez Anillos al Emperador de Jade, quien nombra a Jiang Li como el nuevo Jefe de los Jinetes de Qilin, obligándola a quedarse en Ta-Lo. Los hermanos de Shang-Chi toman caminos separados pero se van en buenos términos con él. Un mes después de la terrible experiencia, Shang-Chi descubre que los Diez Anillos han dejado Ta-Lo y han llegado a la Casa de la Mano Mortal.

### Secrets y Fool Me Twice
En algún momento antes de que los Diez Anillos regresen a él, Shang-Chi se reúne con Jimmy Woo para acabar con los anillos de lucha ilegales organizados por Crossfire, donde los participantes que no quieren, particularmente los de color, son coaccionados mentalmente para luchar entre sí por la tecnología de lavado de cerebro de Crossfire. Después de que Crossfire y sus corredores fueran detenidos por los dos con la ayuda de los Agentes de Atlas, Sociedad de las Cinco Armas, Champions y Leiko, Shang-Chi y Jimmy reflexionan sobre sus antecedentes similares y sus diferentes crianzas antes de reconciliarse. Shang-Chi luego descubre que los Ojos del Dragón sobrevivieron a su destrucción y fueron robados por el criminal Inhumano Kamran. Shang-Chi, Sister Dagger y Sister Staff rastrean los Ojos hasta la ciudad de Jersey, Nueva Jersey, donde evitan que Kamran use los Ojos en Ms. Marvel para sacrificar su vida y prolongar la vida de su jefe, el señor del crimen Inhumano Lineage.

### Shang-Chi y los Diez Anillos
Incapaz de acceder a las puertas de entrada a Ta Lo, Shang-Chi tiene los Diez Anillos sellados en una bóveda dentro de la Casa de la Mano Mortal. Debido a que la batalla final entre Shang-Chi y Xin se televisó en todo el mundo, los Diez Anillos se hicieron de conocimiento público, lo que llevó a varias organizaciones criminales a atacar la Casa de la Mano Mortal para reclamar los Anillos, lo que obligó a Shang-Chi a ponérselos de nuevo para luchar contra ellos. Shang-Chi deja los Anillos en otra bóveda mientras acompaña a Leiko en el rescate de Clive Reston; Shang-Chi descubre que la misión de rescate es una artimaña orquestada por el MI6 para mantenerlo preocupado mientras Black Jack Tarr y sus hombres roban los Diez Anillos. Cuando el MI6 y el MI13 convocan accidentalmente a un parásito sobrenatural llamado Wyrm de Desolación con los Diez Anillos, Shang-Chi los salva y vuelve a adquirir los Anillos, pero no sin antes amonestar a sus antiguos amigos por traicionarlo. Estos eventos son presenciados por Xian Jinzha y Muzha, quienes cuestionan la valía de Shang-Chi para manejar los Diez Anillos, lo que los lleva a organizar un Juego de Anillos, para encontrar un verdadero Guardián del Anillo.
Shang-Chi y otros nueve luchadores son convocados a la Pagoda del Esfuerzo Meritorio en el Ta Lo como participantes del Juego de los Anillos; cada jugador recibe uno de los Diez Anillos y se ve obligado a luchar entre sí en la pagoda, y el ganador recibe todos los Diez Anillos. Shang-Chi forma una alianza con Shen Kuei y cada uno puede reclamar dos anillos cada uno antes de avanzar al siguiente piso de la pagoda. En el siguiente piso, Shang-Chi y Shen Kuei se encuentran con Jinzha y Muzha, quienes les revelan la historia de los Diez Anillos. Shang-Chi y Shen Keui son atacados por Leiko, quien había sido poseída por un engendro del Desolation Wyrm y entró al torneo como concursante. Después de que Shang-Chi la libera del Wyrmspawn, Leiko se disculpa con Shang-Chi por el robo de los Diez Anillos y se retira del torneo. Sin embargo, Shen Kuei traiciona a Shang-Chi y le roba el anillo de Leiko mientras ambos avanzan al último piso de la pagoda. Mientras Shang-Chi y Shen Kuei luchan en la ronda final, Shen Kuei consume voluntariamente el Wrymspawn para derrotar a Shang-Chi. Shang-Chi es rescatado por el otro jugador restante, Red Cannon, quien se revela como Shi-Hua. Shi-Hua destruye el Wyrmspawn, pero cuando Shang-Chi le impide matar a Shen Kuei, le da sus anillos a Shang-Chi y se retira del torneo. Shang-Chi suplica a Jinzha y Muzha que curen a Shen Kuei; los hermanos cumplen con su pedido y envían a Shen Kuei de regreso a su dimensión de origen. Shang-Chi es declarado ganador del Juego de los Anillos y es felicitado por Jiang Li y el Emperador de Jade, quienes revelan haber orquestado el Juego de los Anillos para probar la valía de Shang-Chi para manejar los Anillos. El Emperador advierte a Shang-Chi de una amenaza inminente para la Tierra que solo puede ser detenida por un digno Guardián del Anillo en la Tierra, razón por la cual confió a Shang-Chi a los Diez Anillos.
Durante una misión con sus hermanos para impedir que una pandilla de leales a Zheng Zu invoque una versión anterior de su padre del pasado, Shang-Chi es enviado accidentalmente al pasado a la primera guerra del Opio, donde se encuentra con versiones más jóvenes de Zheng Zu y Zheng. Yi y los Deadly Warriors de esa era. Shang-Chi está desconcertado por la personalidad heroica y amable de Zu y los lazos con él. Los dos trabajan juntos para detener a un policía corrupto y se separan en buenos términos cuando Shang-Chi es transportado de regreso al presente.

### Guerra de Pandillas
Durante los acontecimientos de "Gang War", Shang-Chi asiste a una reunión celebrada por los jefes de las familias criminales de Nueva York tras el intento de asesinato de Tombstone, alegando que actúa en el mejor interés de la Sociedad de las Cinco Armas. A medida que el coma de Tombstone ha dejado un vacío de poder dentro del inframundo criminal, las tensiones entre bandas rivales con superpoderes se intensifican hasta convertirse en una guerra de bandas en toda la ciudad; Debido a la proximidad de los territorios de sus organizaciones, Shang-Chi se ve obligado a intervenir durante una destructiva guerra territorial entre Señor Negativo y la vampira Lady Yulan.Spider-Man se enfrenta a Shang-Chi por su participación con los otros señores del crimen, pero Shang-Chi explica que sólo lo hace para proteger a los ciudadanos de Chinatown y le asegura a Spider-Man que mantendrá a la Sociedad confinada en Chinatown. Creyendo que las acciones de Shang-Chi están debilitando a la Sociedad, varios miembros liderados por el capitán Feng dan un golpe de Estado contra él, que Shang-Chi rechaza fácilmente. Sin embargo, varios de los hechiceros de Feng atrapan a los Diez Anillos dentro de una prisión mágica, robándole a Shang-Chi sus armas.

## Poderes y habilidades
Aunque nunca se ha determinado exactamente cuán extensas son las habilidades de lucha de Shang-Chi, ha vencido a numerosos oponentes sobrehumanos. Shang-Chi está clasificado como un atleta, pero es uno de los mejores no superhumanos en artes marciales y ha dedicado gran parte de su vida al arte, siendo referido por algunos como el mejor luchador con las manos vacías y practicante de kung fu vivo, incluso con Ares reconociéndolo como uno de los pocos mortales que pueden defenderse de un dios sin el uso de la magia. 
Además, Shang-Chi ha luchado contra enemigos con superpoderes como Ben Grimm de Los 4 Fantásticos en combate cuerpo a cuerpo y demostró ser un oponente formidable.Muchas de sus habilidades físicas parecen provenir de su dominio del chi, que a menudo le permite superar las limitaciones físicas de los atletas normales. También ha demostrado la capacidad de esquivar y atrapar balas de ametralladoras y rifles de francotirador, y es capaz de desviar disparos con sus brazaletes. Shang-Chi también está altamente capacitado en las artes de la concentración y la meditación, y es un experto en varias armas de mano, como espadas, bastones, eskrimas, nunchakus, y shurikens.
Debido a su destreza en las artes marciales, Shang-Chi es un maestro muy buscado y ha sido mentor de muchos personajes en kung fu y combate cuerpo a cuerpo. Algunos de los estudiantes y compañeros de entrenamiento más destacados de Shang-Chi han incluido al Capitán América, Spider-Man, y Wolverine.
También está muy en sintonía con el chi emitido por todos los seres vivos, hasta el punto en que pudo detectar a una Jean Grey enmascarada psiónicamente al sentir su energía.
Durante su tiempo con los Vengadores, Tony Stark le dio a Shang-Chi un equipo especial, incluido un par de brazaletes que le permitían enfocar su chi en formas que aumentaban su fuerza y un par de nunchakus potenciados por repulsores.Incluso sin ese equipo, su dominio del ki le permite desafiar a enemigos poderosos como los Constructores o incluso los mutantes gamma.
Originalmente sin superpoderes, Shang-Chi ha ganado superpoderes temporalmente en varias ocasiones. Durante los eventos de Spider-Island, obtuvo brevemente los mismos poderes y habilidades como Spider-Man después de ser infectado por el Spider-Virus. Después de mutar en una araña gigante, el chi de Iron Fist lo curó de su infección, aunque a costa de perder sus poderes de araña. En Avengers World, Shang-Chi usó brevemente Partículas Pym para crecer hasta un tamaño inmenso. Tras la exposición a la radiación cósmica de las incursiones, Shang-Chi pudo crear un número ilimitado de duplicados de sí mismo.
Poco después de reunirse con su madre, Shang-Chi descubrió que heredó las habilidades psiónicas de Jiang Li, lo que le permitió formar vínculos psíquicos con sus parientes consanguíneos. Estos lazos le permiten a Shang-Chi sentir su ubicación o sentir cualquier dolor que se les inflija. Las habilidades psiónicas de Shang-Chi también se extienden a sus parientes muertos, lo que le permite comunicarse e interactuar con los espíritus de su tío fallecidoy su padre.
Mientras se aventuraba en Ta-Lo, Shang-Chi adquirió los Diez Anillos celestiales del Emperador de Jade, otorgándole una variedad de poderes y habilidades, incluyendo fuerza sobrehumana, velocidad, durabilidad y resistencia, además de permitirle volar y levitar. Shang-Chi puede controlar los Anillos telepáticamente, que se pueden usar de varias maneras, incluido lanzarlos como proyectiles, utilizarlos como plataformas para el transporte y generar cadenas improvisadas para agarrar objetos y sujetar a los oponentes. Los Diez Anillos también pueden alterar su tamaño, ya sea encogiéndose para adaptarse a las muñecas de Shang-Chi o agrandándose para atrapar a un humano. Cuando Shang-Chi usó por primera vez los Diez Anillos, su miedo a que su poder lo corrompiera le permitió a Xin quitarle el control de los Anillos. Sin embargo, cuando Shang-Chi cedió a su deseo por él, pudo recuperar los Diez Anillos y desbloquear su potencial para él, aumentando su fuerza y habilidades pero dándole una apariencia y personalidad similar a la de su padre. Aunque Shang-Chi pudo luchar por completo contra la influencia de su padre, los Diez Anillos aún conservaron su poder desbloqueado y su lealtad hacia él.

## Otras versiones

### House of M
Shang-Chi nunca se da cuenta de las malas acciones de su padre antes de su muerte a manos de Magneto. Esto provoca que sea consumido por el deseo de venganza y se convierta en el líder de los Dragones, una organización criminal, junto a Colleen Wing, Espadachín, Mantis, Zaran y Machete. Los Dragones mantenían una rivalidad contra el grupo de Luke Cage, pero fueron capturados con el tiempo en una trampa creada por asesinos de Kingpin y agentes Thunderbird Los Dragones y la Wolfpack fueron liberados por Luke Cage y el grupo de Shang-Chi se unió a los Vengadores en su batalla contra la Hermandad

### Marvel Apes
En esta versión simia del Universo Marvel, Shang-Chi y su padre trabajan como una organización subversiva, tratando de conseguir que los seres inteligentes trabajen en paz y no dominados por su instinto animal. Los Vengadores (APE-Vengers) le asesinan por ser "débil de mente"

### Marvel Zombies
En Marvel Zombies, Shang-Chi se convirtió en un zombi durante un esfuerzo multi-héroe de rescatar a sobrevivientes civiles En una batalla en el centro de Manhattan, descrita en el número 23 de Ultimate Fantastic Four, él y decenas de otros zombis-héroes intentan consumir a los últimos seres humanos. Estos humanos son defendidos por el Magneto de ese universo y los Ultimate Fantastic Four. Durante un rescate con éxito, Thing envía Shang-Chi volando por el aire de un golpe. Shang-Chi entonces ataca a Magneto, una vez más, pero es cortado a la mitad por el Amo del Magnetismo
Un diferente Shang-Chi aparece en Marvel Zombies Return, un universo alternativo que se ve afectado por el brote de zombis. El zombi Wolverine lo encuentra en un club de lucha subterráneo, junto a otros artistas marciales infames, donde el Wolverine zombi le mata

### Ultimate Marvel
En el universo Ultimate Marvel, Shang-Chi apareció por primera vez en él número 15 de Ultimate Marvel Team-Up. Shang-Chi es el hijo de un señor del crimen internacional. Entrenado desde su nacimiento hasta convertirse en un arma viviente, se hizo el más grande artista marcial del mundo. Un espíritu noble, que finalmente llegó a renunciar al imperio de su padre Tratando de escapar del alcance de su padre, emigró a Nueva York, donde trabajó como barrendero en Chinatown. Sintiendo que los habitantes del barrio necesitaban a alguien para protegerlos, él y su amigo Danny Rand se introduce en la guerra de bandas entre Kingpin y Hammerhead. El conflicto llegó a su clímax cuando Shang-Chi, Danny Rand, Spider-Man, Gata Negra, Caballero Luna y Elektra emboscaron a Hammerhead en su ático, donde se produjo una batalla. Terminó con Elektra inconsciente, Hammerhead y Caballero Luna inconscientes. Los pandilleros fueron detenidos luego por la policía
El guerrero de artes marciales se disfrazó como un criminal disfrazado con el fin de acabar con Kingpin. Kingpin descubrió su plan y amenazó con matar al héroe, pero fue rescatado por Daredevil, que luego lo reclutó como parte de su equipo para acabar con Kingpin Después de que la identidad de Kingpin se filtrara al Departamento de Policía de Nueva York, Shang-Chi y el equipo se disolvió

### Tierra-13584
En la dimensión de bolsillo de A.I.M. de Tierra-13584, Shang-Chi aparece como miembro de la pandilla de Spider-Man.

## En otros medios

### Película
Según Margaret Loesch, ex presidenta y directora ejecutiva de Marvel Productions, en la década de 1980 Stan Lee consideró a Brandon Lee para el papel de Shang-Chi y se reunió con el actor y su madre Linda Lee para discutir una posible película o serie de televisión protagonizada por el personaje. En 2001, Stephen Norrington anunció sus intenciones de dirigir una película de Shang-Chi titulada Las manos de Shang-Chi. En 2003, la película estaba en desarrollo en DreamWorks Pictures con Yuen Woo-ping reemplazando a Norrington como director y Bruce C. McKenna contratado para escribir el guion. Ang Lee se unió al proyecto como productor en 2004, pero la película no se materializó después de ese momento y los derechos del personaje volvieron a Marvel. En 2006, Shang-Chi fue elegido como una de las muchas propiedades en el nuevo acuerdo cinematográfico de Marvel Studios con Paramount Pictures.

### Universo cinematográfico de Marvel
Xu Shang-Chi aparece en medios ambientados en el Universo cinematográfico de Marvel (UCM), interpretado por Simu Liu.
- Shang-Chi aparece por primera vez en la película de acción real Shang-Chi y la leyenda de los Diez Anillos (2021).[167][168][169][170][171][172][173]
- Variantes de Shang-Chi en universos alternativos aparecen en What If...? (2024).[174][175]
- Una variante de un universo alternativo de Shang-Chi aparecerá en la serie animada Marvel Zombies (2025).[176]
- Shang-Chi aparecerá en la película de acción real Avengers: Doomsday (2026).[177]

### Videojuegos
- Shang-Chi es un personaje jugable en el juego móvil Marvel Future Fight.[178]
- Shang-Chi es un personaje jugable en el juego móvil Marvel Duels.[179]
- Shang-Chi es un personaje jugable en el juego móvil Marvel: Contest of Champions.[180][181]
- Shang-Chi es un personaje jugable en el juego móvil Marvel Strike Force.[182]
- Shang-Chi es una carta en el juego multiplataforma Marvel Snap [183]

## Artistas Marciales ficticios de los cómics similares
- Richard Dragon
- Iron Fist